# Ernst Hoffmann (Philosoph)

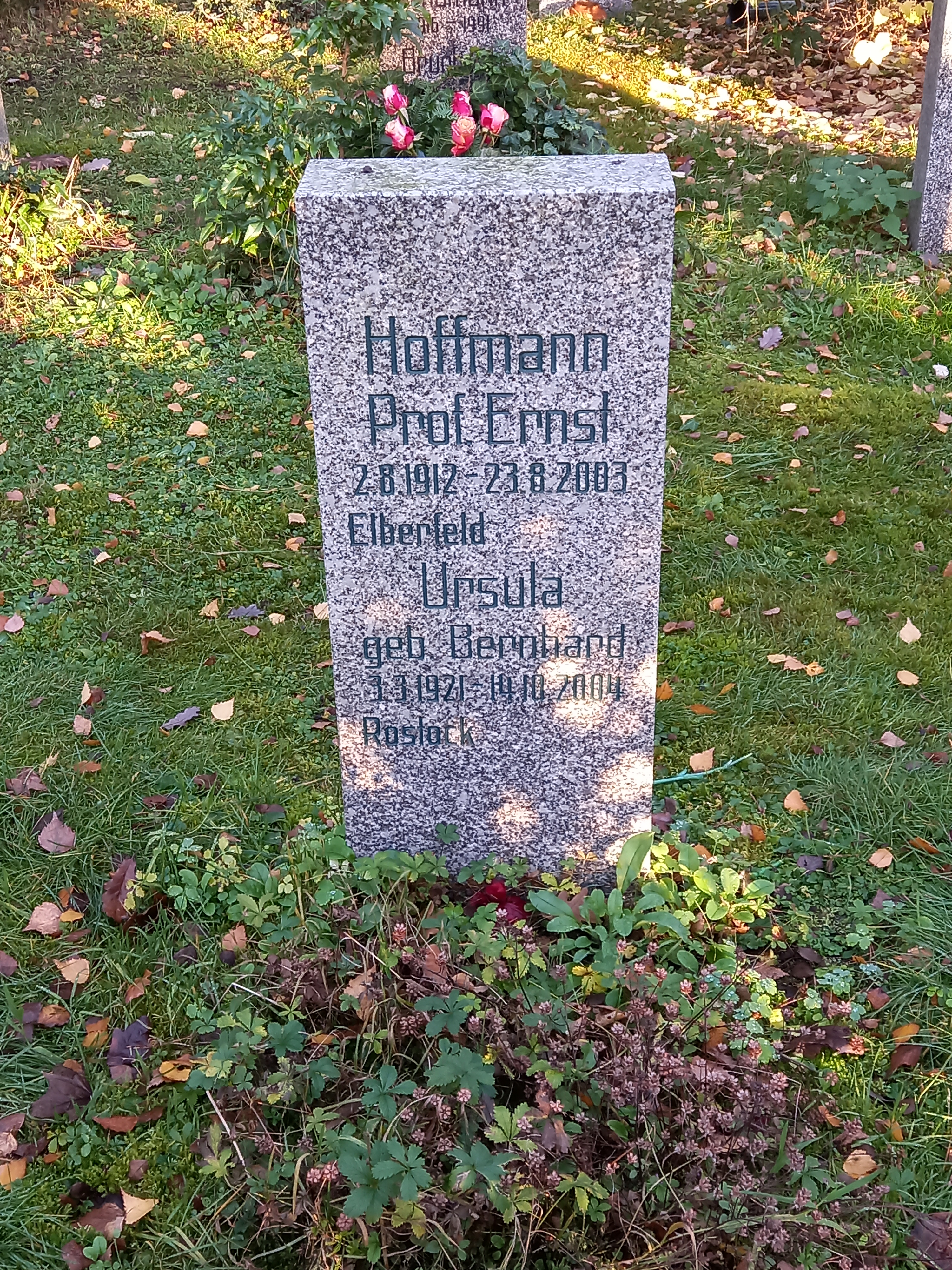
Das Grab von Ernst Hoffmann und seiner Ehefrau Ursula geborene Bernhard auf dem Friedhof Pankow III in Berlin

Ernst Hoffmann (* 2. August 1912 in Elberfeld; † 23. August 2003 in Berlin) war ein deutscher marxistischer Philosoph und Historiker in der DDR.

## Leben
Der Vater von Ernst Hoffmann war Oskar Hoffmann, von 1921 bis 1933 Landtagsabgeordneter der SPD in der Rheinprovinz. Ernst Hoffmann trat 1930 dem KJVD bei. 1932 begann er ein Studium der Mathematik und Naturwissenschaften an der Universität Köln. Nach der Machtübernahme der Nationalsozialisten 1933 ging er nach Berlin, um sich am illegalen Kampf gegen das NS-Regime zu beteiligen und brach deshalb sein Studium ab. Im Oktober 1933 wurde er verhaftet, 1934 vor dem Volksgerichtshof wegen „Vorbereitung zum Hochverrat“ zu zwei Jahren und acht Monaten Gefängnis verurteilt. Nach seiner Entlassung Mitte 1936 setzte er seine Widerstandstätigkeit fort. Als ihm wieder Verhaftung drohte, emigrierte er Ostern 1937 nach Prag. Dort wurde er Ende 1937 in die KPD aufgenommen. Im Mai 1938 gehörte er zu den Gründungsmitgliedern der Emigrantenorganisation FDJ.
Nachdem durch das Münchener Abkommen die Lage der Emigranten in der Tschechoslowakei gefährdet war, wurde Ernst Hoffmann im November 1938 vom zentralen Emigrationskomitee in Prag per Flugzeug nach London geschickt, um die Führungen linksgerichteter britischer Jugendorganisationen dafür zu gewinnen, den Emigranten aus der Tschechoslowakei die Einreise nach Großbritannien zu ermöglichen. Etwa 60 Flüchtlinge konnten daraufhin mit der Eisenbahn durch Polen und dann mit dem Schiff nach England fliehen. Unter ihnen befand sich auch der damalige Vorsitzende der FDJ, Adolf Buchholz, der die Verhandlungen mit den Jugendorganisationen weiterführte. Hoffmann übersiedelte im Dezember 1938 nach Manchester und war dort am Aufbau der FDJ beteiligt. Er begann ein Studium der Chemie, das er aber wiederum abbrechen musste, da er 1940 als „Feindlicher Ausländer“ in Huyton interniert wurde. Nach der Entlassung 1941 arbeitete er als Betriebsstatistiker und war in der britischen Gewerkschaft aktiv. Im gleichen Jahr heiratete er Ursula Bernhard (1921–2004), Tochter Arnold Bernhards. 1942 kam ihre Tochter zur Welt. Ab 1942 war er Funktionär der Landesgruppe Deutscher Gewerkschafter in Großbritannien.
Im Oktober 1946 kehrte er nach Berlin zurück und trat in die SED ein. Er wurde persönlicher Mitarbeiter von Paul Wandel. 1948 nahm er am ersten Dozenten-Lehrgang für Philosophie an der Parteihochschule Karl Marx teil. Anschließend wurde er stellvertretender Abteilungsleiter für Philosophie am Forschungsinstitut für wissenschaftlichen Sozialismus beim Parteivorstand der SED (ab September 1949 Marx-Engels-Lenin-Institut), später stellvertretender Leiter des Instituts. 1950 und 1951 bekam Hoffmann mit seiner Frau einen Sohn.
1950 wurde er Leiter des Sektors Hochschulen und Wissenschaft der Abteilung Propaganda des ZK der SED. Er war im Zentralkomitee verantwortlich für die 2. Hochschulreform in der DDR. Gleichzeitig war er Dozent für Philosophie des dialektischen und historischen Materialismus an der Hochschule für Ökonomie Berlin. 1952 wurde ihm auf Beschluss des ZK der SED durch das neue Staatssekretariat für Hochschulwesen der Professoren-Titel für Philosophie verliehen. Hoffmann wurde stellvertretender Leiter des Lehrstuhls Geschichte Deutschlands und der deutschen Arbeiterbewegung am Institut für Gesellschaftswissenschaften beim ZK der SED. 1958 bis 1962 war er dort stellvertretender bzw. amtierender Direktor. Ab 1962 war er Professor für Theorie und Methode der Geschichtswissenschaft an der Humboldt-Universität zu Berlin. 1977 wurde er emeritiert.

## Ehrungen
Ernst Hoffmann erhielt 1972 den Vaterländischen Verdienstorden und 1977 die Ehrenspange zum Vaterländischen Verdienstorden in Gold sowie 1982 den Karl-Marx-Orden.

## Schriften
- Revolution und proletarische Partei in der deutschen Geschichte. Berlin 1982 (hrsg. von der Akademie für Gesellschaftswissenschaften).
- Gesellschaftsformation in Theorie und Geschichte.  Humboldt-Universität Berlin, 1983.
- Daneben zahlreiche Artikel in der Einheit[3] und der Zeitschrift für Geschichtswissenschaft.